# Acanthocreagris mahnerti
Espèce
Acanthocreagris mahnerti est une espèce de pseudoscorpions de la famille des Neobisiidae.

## Distribution
Cette espèce est endémique de Roumanie. Elle se rencontre vers Tismana.

## Description
Le mâle holotype mesure 1,625 mm et la femelle paratype 1,735 mm.

## Étymologie
Cette espèce est nommée en l'honneur de Volker Mahnert.

## Publication originale
- Dumitresco & Orghidan, 1986 : Acanthocreagris mahnerti sp. n. (Pseudoscorpiones, Neobisiidae). Revue Suisse de Zoologie, vol. 93, no 1, p. 51-58 (texte intégral).